# Anatoli Andrejewitsch Kaschirow
Anatoli Andrejewitsch Kaschirow (russisch Анатолий Андреевич Каширов; * 19. Mai 1987 in Moskau, RSFSR) ist ein russischer Basketballspieler. Kaschirow stand in jungen Jahren im Aufgebot von ZSKA Moskau, als diese neben russischen Meisterschaften auch zweimal den höchsten europäischen Vereinswettbewerb EuroLeague 2006 und 2008 gewannen. Nach einer Saison bei Spartak Sankt Petersburg spielte er zunächst von 2009 zwei Jahre lang an in der deutschen Basketball-Bundesliga beim Mitteldeutschen BC und den Walter Tigers Tübingen sowie kurz in Griechenland, bevor er zu Spartak Sankt Petersburg zurückkehrte. Nach zwei Jahren bekam er hier keinen neuen Vertrag mehr und schloss sich am Jahresende 2013 erneut den abstiegsbedrohten Walter Tigers in Deutschland an.

## Karriere
Kaschirow wechselte bereits als 18-jähriges Talent in den Profikader des russischen Spitzenvereins ZSKA Moskau, erhielt aber bei den Triumphen in der EuroLeague 2005/06 und 2007/08 sowie dem Finaleinzug 2006/07 keine bis wenig Spielzeit in der höchsten europäischen Spielklasse. Zudem gelangen dem dominierenden russischen Basketballklub und Serienmeister ZSKA in dieser Zeit drei russische Meisterschaften und zwei russische Pokalsiege unter Trainer Ettore Messina, 2006 in Verbindung mit dem Europapokalsieg als Triple und 2007 als Double. 2008 verhinderte die Finalniederlage im Pokal wie 2007 die Finalniederlage im Europapokal ein erneutes Triple. Trotz eines mehrjährigen Vertrages bei ZSKA wechselte er wegen seiner geringen Spielanteile 2008 zunächst zum russischen Konkurrenten Spartak aus Sankt Petersburg und ein Jahr später zum deutschen Erstligaaufsteiger MBC aus Weißenfels, um mehr Spielzeit zu erhalten. Der Erstligarückkehrer MBC konnte im ersten Jahr den Klassenerhalt problemlos erreichen und Kaschirow wechselte erneut innerhalb der Liga zum Konkurrenten Walter Tigers aus Tübingen. Mit den Tigers verpasste er in der BBL-Saison 2010/11 den Sprung in die Play-offs um die Deutsche Meisterschaft. Nach dem vorzeitigen Saisonende in Tübingen verließ er den Verein und wechselte zum griechischen Verein Aris B.C. aus Thessaloniki, um diesen in den Play-offs um die griechische Meisterschaft zu verstärken. Mit Aris schied man im Halbfinale um die griechische Meisterschaft aus. Zur folgenden Saison kehrte er in sein Heimatland zurück und spielt wieder für BK Spartak Sankt Petersburg. Doch erneut schaffte er nicht den Durchbruch in seiner Heimat und bekam nach zwei Spielzeiten 2013 keinen neuen Vertrag mehr. Anschließend spielte Kaschirow für den lettischen Verein aus Ventspils, der sich nach einem Monat Vertragslaufzeit im November 2013 nicht zu einer Weiterverpflichtung entschließen konnte. Daraufhin war Kaschirow wieder frei für die Walter Tigers, die nach einem schwachen Saisonstart im Dezember 2013 vom Abstieg aus der höchsten deutschen Spielklasse bedroht waren.